# مسجد الجراد التاريخي (حائل)
مسجد الجراد؛ هو مسجد تاريخي يقع في منطقة حائل، المملكة العربية السعودية.

## الموقع
يقع مسجد الجراد التاريخي بمدينة حائل بحي مغيضة على مسافة نحو 3 كم شرق مدينة حائل، أسفل جبل السمراء بالقرب من طريق الملك فيصل.

## البناء
يعد من أقدم مساجد بلدة مغيضة التاريخية الواقعة في منطقة حائل، ويعود تاريخ إنشاء المسجد إلى عام 1279هـ الموافق 1862 م و رمم عام 1382هـ، وظلت الصلاة تقام فيه حتى عام 1412هـ.

## من أئمة المسجد
من أبرز أئمة المسجد عبدالعزيز بن رشيد الجميل، وسالم بن ناصر الجميل، وعبدالله بن هلال الجميل.

## المعمار
يتميز المسجد ببنائه على طراز نجد المبني من الطين والحجر، وسقفه من خشب الأثل وسعف النخيل، وتبلغ مساحته الكلية نحو (450م2) ويتسع لنحو (192) مصليًا، ويتكون المسجد من بيت للصلاة، وخلوة، وسرحة مكشوفة.. وللمسجد مدخلان يقعان في الواجهتين الشمالية والجنوبية.
ويتكون مسجد الجراد التاريخي بعد تطويره في وقتنا الحالي من بيت الصلاة، والخلوة، وسرحة، ودورات المياه وأماكن الوضوء، ومستودع. 

## الترميم
تم ترميم المسجد حديثا بعد تسجيله من ضمن مشروع الأمير محمد بن سلمان لتطوير المساجد التاريخية بالمملكة العربية السعودية.